# Coryphantha hintoniorum
Coryphantha hintoniorum ist eine Pflanzenart in der Gattung Coryphantha aus der Familie der Kakteengewächse (Cactaceae). Das Artepitheton hintoniorum ehrt den mexikanischen Farmer und Pflanzensammler George Sebastian Hinton (* 1949) sowie dessen Familie.

## Beschreibung
Coryphantha hintoniorum wächst einzeln oder bildet Gruppen mit mehr als 30 Trieben und hat Pfahl- oder Faserwurzeln. Die flach kugelförmigen bis kurz zylindrischen Triebe sind grün und erreichen bei Durchmessern von 5 bis 10 Zentimetern Wuchshöhen von 9 bis 15 Zentimetern. Die konisch bis zylindrischen, im Querschnitt nahezu kreisförmigen Warzen sind bis 2,2 Zentimeter lang. Die jungen Axillen sind weiß bewollt. Der einzelne, graue, manchmal gehakte Mitteldornen ist 9 bis 18 Millimeter lang. Die 11 bis 15 gräulich weißen Randdornen sind 8 bis 18 Millimeter lang. Die unteren sechs von ihnen sind ausstrahlend, die oberen abstehend.
Die gelben Blüten sind bis 4,5 Zentimeter lang und weisen Durchmesser von 4 Zentimeter auf. Die grünen Früchte sind bis 2,7 Zentimeter lang.

## Verbreitung, Systematik und Gefährdung
Coryphantha hintoniorum ist im mexikanischen Bundesstaat Nuevo León verbreitet.
Die Erstbeschreibung wurde 1999 durch Reto F. Dicht und Adrian D. Lüthy veröffentlicht.
Es werden die folgenden Unterarten unterschieden:
- Coryphantha hintoniorum subsp. hintoniorum
- Coryphantha hintoniorum subsp. geoffreyi Dicht & A.Lüthy

Coryphantha hintoniorum wird in der Roten Liste gefährdeter Arten der IUCN als „Vulnerable (VU)“, d. h. gefährdet, eingestuft.

## Nachweise